# Debbie Dunnová
Debbie Dunnová (* 26. března 1978 Jamajka) je americká atletka, která se věnuje hladké čtvrtce a štafetovým běhům. Do roku 2004 závodila za Jamajku.
Jejím největším individuálním úspěchem na otevřené dráze je zlatá medaile ze štafety 4 × 400 m, kterou získala na Mistrovství světa 2009 v Berlíně. Na halovém MS v katarském Dauhá 2010 vybojovala dvě zlaté medaile (400 m, 4 × 400 m).

## Osobní rekordy
- 200 m (dráha) – (22,73 – 6. září 2009, Rieti)
- 200 m (hala) – (23,22 – 10. března 2000, Fayetteville)
- 400 m (dráha) – (49,95 – 16. srpna 2009, Berlín)
- 400 m (hala) – (50,86 – 28. února 2010, Albuquerque)
- 500 m (hala) – (1:09,56 – 27. ledna 2007, State College)